# Медаль Фрідріха-Августа

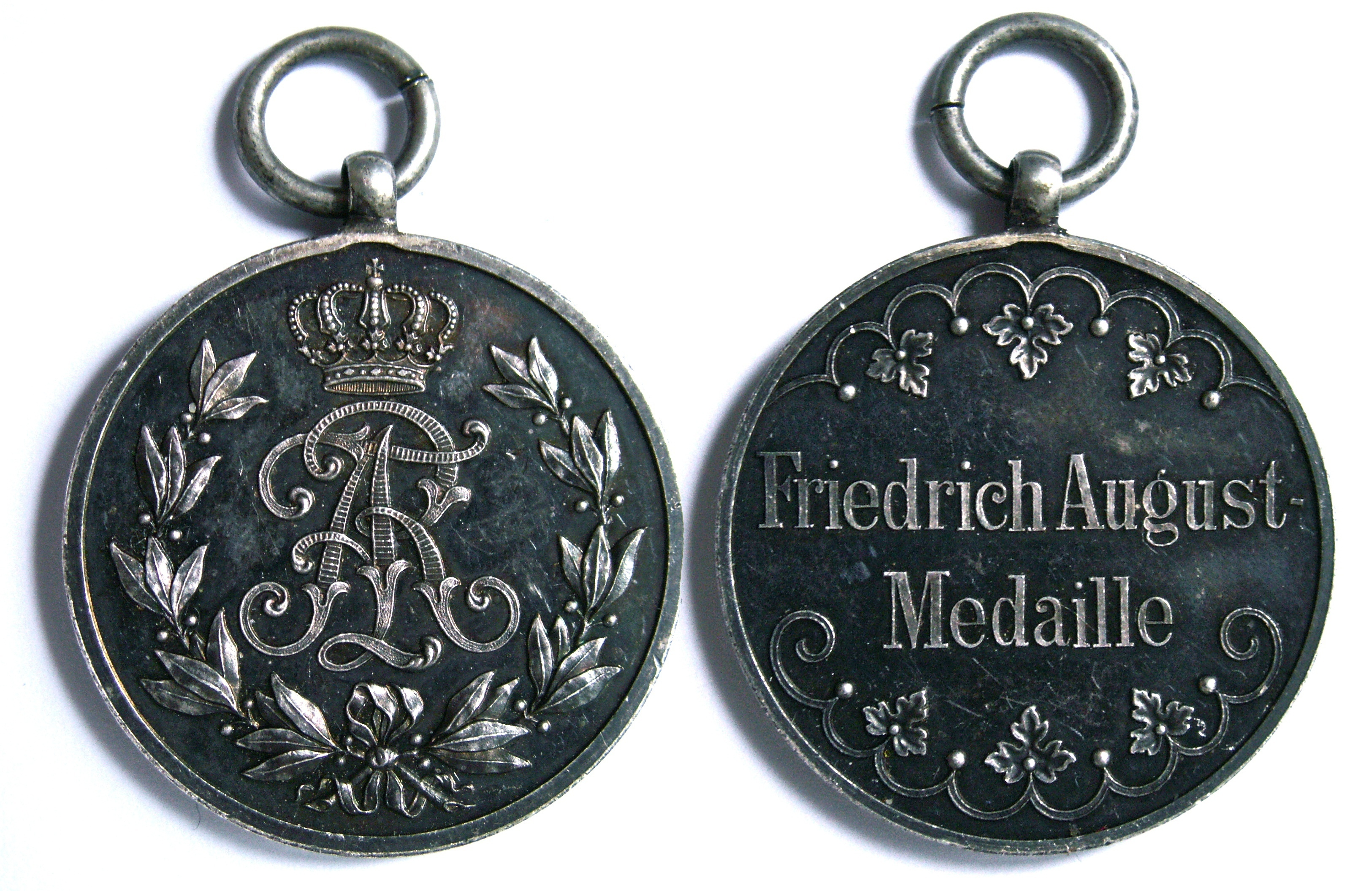
Срібна медаль Фрідріха-Августа

Медаль Фрідріха Августа (нім. Friedrich-August-Medaille) — державна нагорода Саксонії. В ієрархії саксонські нагород стояли нижче Військового ордена Святого Генріха і медалі ордена Святого Генріха..

## Історія
Медаль була заснована 23 квітня 1905 року королем Фрідріхом Августом III для нагородження нижніх чинів армії за заслуги під час служби.
Медаль припинили вручати після закінчення Першої світової війни у зв'язку з падінням Німецької імперії. Однак, нагорода продовжувала носиться своїми одержувачами в роки Третього Рейху і в ФРН, але не в НДР.

## Опис
Мала стандартну для медалі круглу форму, на одному боці містився королівський вензель з переплетених латинських букв F, А і R — Friedrich August Rex (укр. Король Фрідріх Август), увінчаний короною, в лавровому вінку, на інший сторона назви нагорода — Фрідріх Август Medal, і рослинний орнамент (рутовий вінок — символ Саксонії).
Медаль мала два ступені:
- бронзова медаль — для рядових і єфрейторів;
- срібна медаль — для унтер-офіцерів.

Бронзова медаль важила 11.4 г, срібна — 12.5 г. Всього було виготовлено 240 750 бронзових медалей, 11 500 медалей з покритого бронзою заліза і 90 400 срібних медалей. Деякі срібні медалі виготовлені із посрібленої бронзи.
Медалі, вручені у мирний час, носилися на жовтій стрічці з чорними смугами. Медалі, вручені в роки Першої світової війни, носили на жовтій стрічці з синіми смугами.
Медаллю могли нагороджуватися жінки.

## Галерея

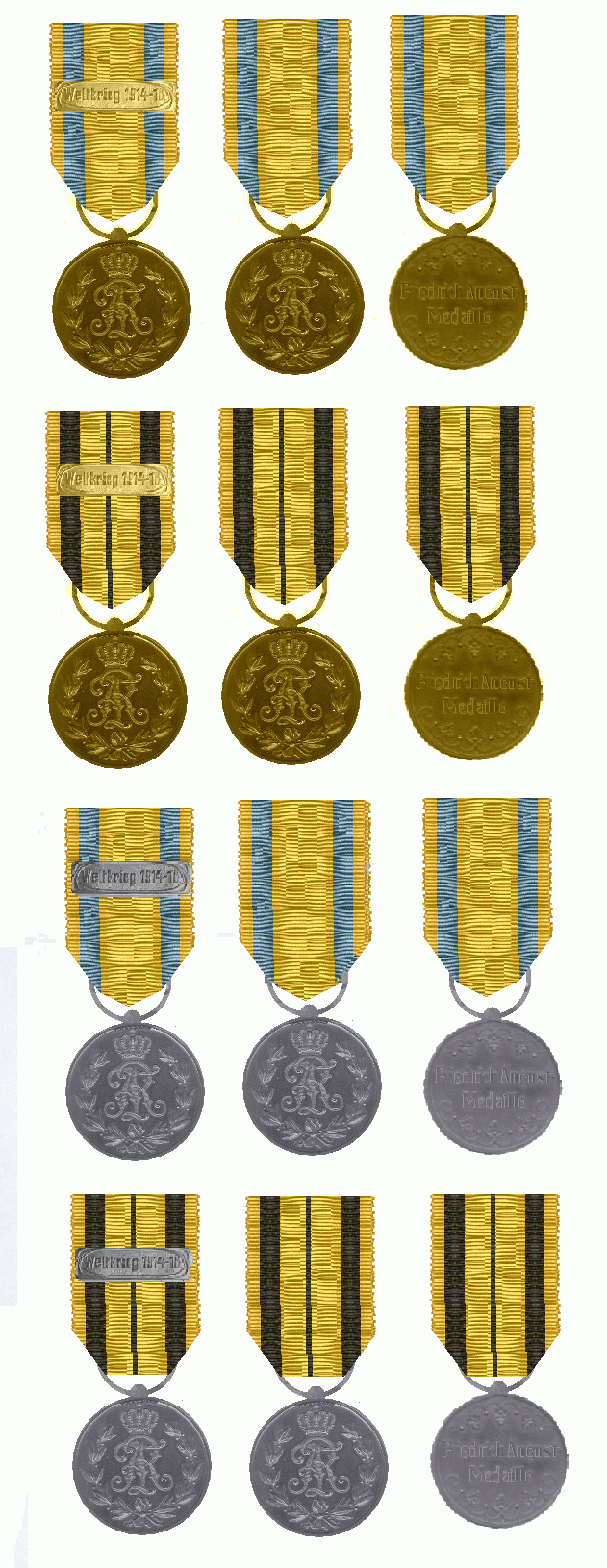
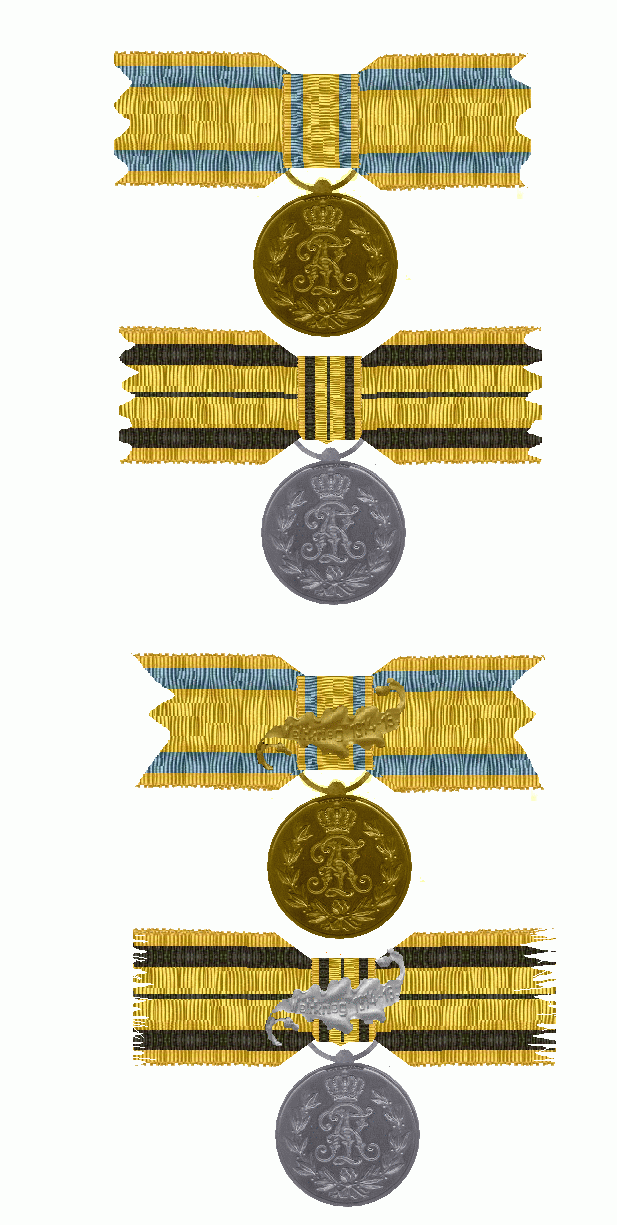